# Audiodescripció
L'audiodescripció d'àudio, vídeo o qualsevol obra teatral o audiovisual, consisteix en una forma de narració emprada per a proporcionar informació sobre els elements visuals clau en un treball d'àmbit de mitjans (com el cine, el teatre o la televisió) en benefici dels espectadors cecs i amb discapacitat visual. Aquestes narracions generalment es col·loquen durant pauses naturals a l'àudio i, a vegades, durant el diàleg si cal. la locució prové d'una veu en off que descriu els elements i s'intercala entre diàlegs, elements sonors i pot ser difosa per mitjà de diferents tècniques, com un canal d'àudio diferent o per mitjà d'auriculars.
En museus o exhibicions d'art visual, els recorreguts amb audiodescripció (o recorreguts dissenyats universalment que inclouen la descripció o l'augment dels programes gravats existents en cintes d'àudio o vídeo) s'utilitzen per a proporcionar accés als visitants que són cecs o tenen baixa visió. A més, docents o guies turístics poden ser entrenats per a emprar la descripció d'àudio en les seves presentacions.

Al cinema i la televisió, la descripció generalment apareix en una pista d'àudio secundària. Als Estats Units, el segon SAP (programa d'àudio), normalment s'usa per a lliurar descripcions d'àudio per part dels organismes de ràdio-fusió televisiva. Per a promoure l'accessibilitat, alguns països (com el Canadà o els EUA) han implementat requisits perquè els organismes de ràdio-fusió emetin quotes específiques de programació que contenen descripció d'àudio. Per a promoure l'accessibilitat, alguns països (com el Canadà i els Estats Units) han implementat requisits perquè els organismes de radiodifusió emetin quotes específiques de programació que contenen descripcions d'àudio.

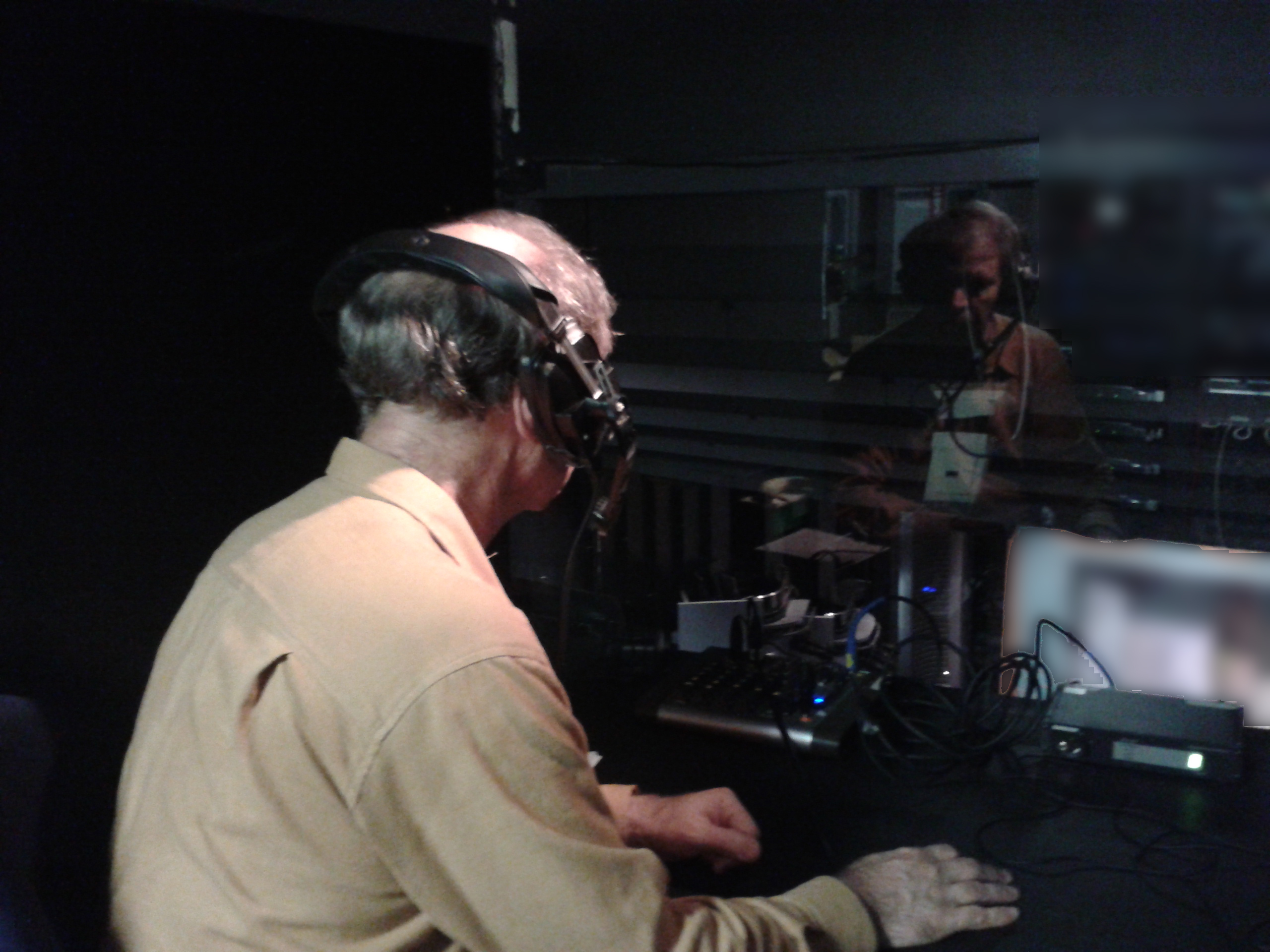
Persona fent l'audiodescripció en directe d'un espectacle

Els audiodescriptors o traductors d'imatge sovint són professionals que es dediquen també al doblatge i que tenen una formació i experiència complementària. Normalment són les mateixes persones les que escriuen el text a enregistrar que les que el llegeixen. En les arts escèniques l'audiodescripció pot ser totalment en directe, en semidirecte o bé enregistrada.
Als Països Catalans l'audiodescripció es va començar a fer als anys 80 en pel·lícules i algunes sèries de televisió emeses per TV3.

## Història
El cinema mut podia ser gaudit pels sords naturalment a causa de la falta de diàleg parlat o so gravat. La transició al cinema sonor durant la dècada dels anys 20, concretament en 1927, va desplaçar a aquesta audiència, però va acabar sent un impuls perquè les imatges fossin accessibles a les persones amb visió reduïda o cegues. El New York Times, de fet va documentar la "primera imatge parlada mostrada especialment per a cecs"; una projecció de 1929 de Buldog Drummond a la qual van assistir membres de l'Associació per a Cecs de Nova York i la Lliga de Nova York per a persones amb dificultats auditives, que va oferir una descripció en directe per a la porció de l'audiència amb discapacitat visual.
Durant les dècades de 1940 i 1950, Ràdio Nacional d'Espanya, va emetre transmissions simultànies d'àudio en viu de pel·lícules de cinemes amb descripcions, emmarcant-les com una forma de drama de ràdio abans de l'adveniment de la televisió.
En la dècada de 1980, el Mitjana Access Group de l'estació de televisió pública estatunidenca WGBH-TV (que ja havia guanyat notorietat per la seva participació en el desenvolupament de subtítols). va desenvolupar una implementació de la descripció d'àudio per a la programació de televisió a través d'un segon programa d'àudio (SAP), que va qualificar de "Servei de vídeo descriptiu" (DVS). Va ser desenvolupat en consulta amb la Dra. Margaret Pfanstiehl de Washington, D. C., que havia realitzat descripcions en representacions teatrals i havia dirigit un servei de lectura de radi conegut com a Washington Ear. Després de quatre anys de desenvolupament i proves en l'aire (que van incloure una prova de concepte que transmetia les descripcions en una estació de ràdio en transmissió simultània amb la transmissió de televisió), WGBH va llançar oficialment la descripció d'àudio a través de 32 estacionis membres de PBS participants, començant amb la nova temporada d'American Playhouse el 24 de gener de 1990.
En la dècada de 1990 als cinemes de Califòrnia, RP International va començar a oferir descripcions d'àudio per a pel·lícules teatrals sota la marca TheatreVision, transmeses a través d'auriculars als qui ho sol·licitin. Es va utilitzar un clip de la Llista de Schindler per a presentar el concepte als productors de la pel·lícula Gerald Molen i Branko Lustig, i una de les primeres pel·lícules que es van presentar en aquest format va ser Forrest Gump (1994). TheatreVision va buscar personalitats notables i celebritats per a oferir-se com a voluntari en el subministrament d'aquestes narracions, com el presentador esportiu Vin Scully, William Shatner, Monty Hall i l'ex president estatunidenc George H. W. Bush (per It's a Wonderful Life). Algunes vegades el narrador tenia vincles amb la pel·lícula o era part del seu elenc; Irene Bedard va descriure a Pocahontas, una pel·lícula en la qual havia expressat el personatge principal, i per a la nova versió de 1994 de Little Women, es van presentar voluntàries estrelles de versions anteriors de la pel·lícula, incloses June Allyson, Margaret O'Brien i Janet Leigh (l'àvia de la qual era cega) de la versió de 1949 de la pel·lícula, així com de Katharine Hepburn, protagonista de la versió de 1933. Van sorgir altres companyies que van proporcionar descripcions per a la programació als EUA, Inclòs l'Institut Nacional de Subtítols, la Xarxa de Televisió Narrativa i unes altres.
L'any 2000, la BBC es va comprometre voluntàriament a proporcionar descripcions d'almenys el 20% de la seva programació anualment. En la pràctica, la BBC sovint ha excedit aquests objectius. En 2009, BBC iPlayer es va convertir en el primer servei de transmissió de vídeo a comanda al país per a admetre AD. El 29 de gener de 2009, es va llançar The Accessible Channel al Canadà, que transmet descripcions d'àudio "obertes" en tota la programació a través de la pista d'àudio principal. La descripció d'àudio també s'ha estès a esdeveniments en viu, inclosos esdeveniments esportius, cerimònies dels Jocs Olímpics i Paralímpics, i les noces reals del Príncep William i Catherine Middleton, entre d'altres.
L'abril de 2015, el servei de transmissió per subscripció Netflix va anunciar que havia agregat suport per a la descripció d'àudio, començant amb Daredevil, una sèrie basada en un personatge de còmic que és cec, i agregaria descripcions a les sèries originals actuals i passades en la plataforma durant temps. L'any següent, com a part d'un acord amb el American Council of the Blind, Netflix va acordar proporcionar descripcions de la seva sèrie original dins dels 30 dies posteriors a la seva estrena, i agregar suport per al lector de pantalla i la capacitat de navegar pel contingut segons la disponibilitat de les descripcions.
El 17 de juny de 2016, Pornhub va anunciar que llançaria una col·lecció de vídeos pornogràfics amb descripcions d'àudio. La iniciativa està patrocinada pel braç filantròpic del lloc web Pornhub Cars.

## A Catalunya
Des de fa temps, el Patrimoni Cultural i Històric de Catalunya s'esforça en esdevenir més accessible a tothom. Perquè totes les persones, independentment de la seva minusvalia pudin gaudir d'una experiència cultural òptima. D'aquesta manera, molts museus -com el Nacional Arqueològic de Tarragona-, monuments i col·leccions han implantat sistemes de percepció hàptica i auditiva (maquetes, plans i làmines enlaire rellei i braille, audiodescripció, etc.) i serveis de subtitulació i interpretació amb llenguatge de signes.
El 2007, l'Oficina de Patrimoni Cultural de la Diputació de Barcelona, va desenvolupar diverses accions que acosten els museus i el patrimoni a tots els visitants. El seu programa, d'accessibilitat, La Mirada Tàctil, incloia continguts de les exposicions permanents creats per a persones sordes i/o amb discapacitat visual. Per exemple podem trobar llocs com la Tàrraco romana, la Colònia Güell, els monestirs de Montserrat, Sant Benet, Santa Maria de Bellpuig de les Avellanes i el Museu de la Ciència i la Tècnica de Catalunya han millorat la seva accessibilitat.
D'una altra banda trobem el Camí de Santiago, que ofereix 400 km de rutes amb audioguies i signo-guies gràcies al projecte "Camí de Santiago de Catalunya per a tots", desenvolupat per l'Agència Catalana de Turisme.
A més hi ha portes obertes a exposicions úniques com la de Gala Dalí en el Museu Nacional d'Art de Catalunya, un dels primers museus d'Espanya que va oferir servei d'audioguies en tres llengües de signes (LSC, LSE i SIS) per a persones sordes o amb limitacions auditives. Edificis modernistes Patrimoni de la Humanitat, com la Casa Batlló, la Pedrera i la Sagrada Família, ofereixen tot tipus de facilitats perquè tots els visitants puguin gaudir d'una jornada turística i cultural completa.

## Audionavegació en DVD
Per a una total accessibilitat de la persona amb alguna deficiència visual, és necessari que el DVD amb audiodescripció compti amb un sistema de audionavegació. Mitjançant l'audionavegació, des de la inserció del disc, una veu en off orienta a l'usuari cec sobre les pantalles de menú que visita i els botons que hi ha en cada pàgina.
El servei s'emet a través del SAP (Secondary Àudio Program), que és un segon canal d'àudio. Sovint s'utilitza per a veure pel·lícules en el seu idioma original, i s'activa, en el cas de la televisió, en pressionar la tecla SAP en el control remot. El mètode de audiodescripció, és comparable al funcional i reeixit del sistema de subtítols (CC) per a persones amb problemes d'audició.
Els avanços tècnics, l'aparició de nous formats de presentació com el DVD i una major sensibilitat social deixen una porta oberta a satisfer les necessitats de comunicació dels col·lectius amb dificultats sensorials. A més, permeten el disseny de versions accessibles de la producció audiovisual. Aquestes versions accessibles inclouen una banda de audiodescripción, que és la mescla de la banda sonora original amb la banda de locucions de audiodescripción, i subtítols adaptats per a sords.
Existeixen guionistes de audiodescripció. Aquests s'ocupen d'escriure el guió de audiodescripció, que llegirà un locutor i que ofereix informació sobre les dades que permeten seguir la trama de la pel·lícula, però mai alterant el contingut original de l'enregistrament.
Voilà DVD Art Studio neix en 2005. En 2006, va introduir un sistema innovador que permet a les persones invidents, navegar fàcilment pel menú del DVD, i gaudir-lo sense necessitat d'ajuda externa. A més, el mateix estudi va produir dues pel·lícules amb navegació locutada com són Torrent 3 de Santiago Segura i Match Point de Woody Allen.
Fins a aquests temps, ni l'apartat de televisió ni el vídeo suposaven massa problema als invidents, que la seva interfície era mecànica i la seva selecció totalment tàctil. Amb el DVD, la situació canvia, ja que la seva interfície, en aquest cas, és molt més visual i interactiva. La audionavegació resol aquesta circumstància ja que incorpora un àudio que ajuda a l'invident des que s'introdueix el DVD en el reproductor. La locució anuncia el títol de la pel·lícula, guia pel menú, indicant a cada moment en què es troba i facilitant-li la selecció dels continguts amb els botons "superior" i "inferior" del comandament a distància. A més aquesta novetat inclou a la fi audiodescripció de la pel·lícula, una narració addicional entre diàlegs que descriu les sensacions visuals que aquest col·lectiu no pot percebre i que representen informació rellevant per a l'evolució del film. Cmo per exemple; expressions facials i corporals, escenaris, vestuaris o accions. Voilà espera que cada vegada més pel·lícules apareguin en el mercat amb aquesta opció, que compleix els requisits fixats pel Pla d'Accessibilitat de 2012, contribueix a no deixar a ningú al marge de la cultura i tracta de facilitar l'autonomia dels invidents a l'hora de gaudir de l'oci domèstic. 25

## Audionavegació a la web
Dins del món de les tecnologies digitals actuals, és important que les persones amb alguna discapacitat visual o auditiva, tinguin la mateixa possibilitat d'accés als continguts de la web.26 És per això que en els últims temps, s'ha establert en la barra de cerca de molts dels navegadors més populars, l'opció de navegar i/o buscar conceptes o termes amb l'ajuda del micròfon del suport des del qual s'efectua la cerca. Aquest servei es coneix com la cerca per veu.
Des de fa anys a Internet -en el qual entenem com a navegadors-, s'ha seguit un criteri de posicionament de les pàgines web sobre la base d'uns paràmetres determinats que han de complir o és convenient que compleixin per a aparèixer abans en la pàgina de resultats. Entre tots ells es troba un requisit que atorga major renom a la pàgina, la seva accessibilitat. Aquesta estarà certificada en el moment que la pàgina web en qüestió afegeixi una extensió, servei/possibilitat de audiodescripció. Així s'obliga, en certa manera, a les empreses, franquícies, revistes, etc. a afegir aquest servei i tenen la possibilitat d'arribar a més públic.
Igualment, per a disposar d'una accessibilitat absoluta, encara calen dispositius especialitzats per a les persones amb discapacitats determinades., com per exemple els telèfons mòbils per a invidents.